# Nghĩa Hưng, Vĩnh Tường
Nghĩa Hưng là một xã thuộc huyện Vĩnh Tường, tỉnh Vĩnh Phúc, Việt Nam.
Xã có diện tích 4,65 km², dân số năm 1999 là 7138 người, mật độ dân số đạt 1535 người/km².